# Jetřichovice (zámek)
Zámek Jetřichovice je původně barokní budova s přistavěnou novogotickou částí s výraznou osmibokou věží. Nachází se ve vsi Jetřichovicích, místní části města Sedlec-Prčice na Příbramsku. Zámek je chráněn jako kulturní památka.

## Historie

### Nejstarší dějiny zámku
Zámek vznikl přestavbou někdejší tvrze. První zmínka o jetřichovické tvrzi pochází z první poloviny 15. století, kdy zde sídlili Opršalové z Jetřichovic. Počátkem 16. století, roku 1541 koupil panství Jetřichovice Bohuslav Mitrovský z Nemyšle. Za vlastnictví rodu Mitrovských byla tvrz přestavěna na barokní zámek.

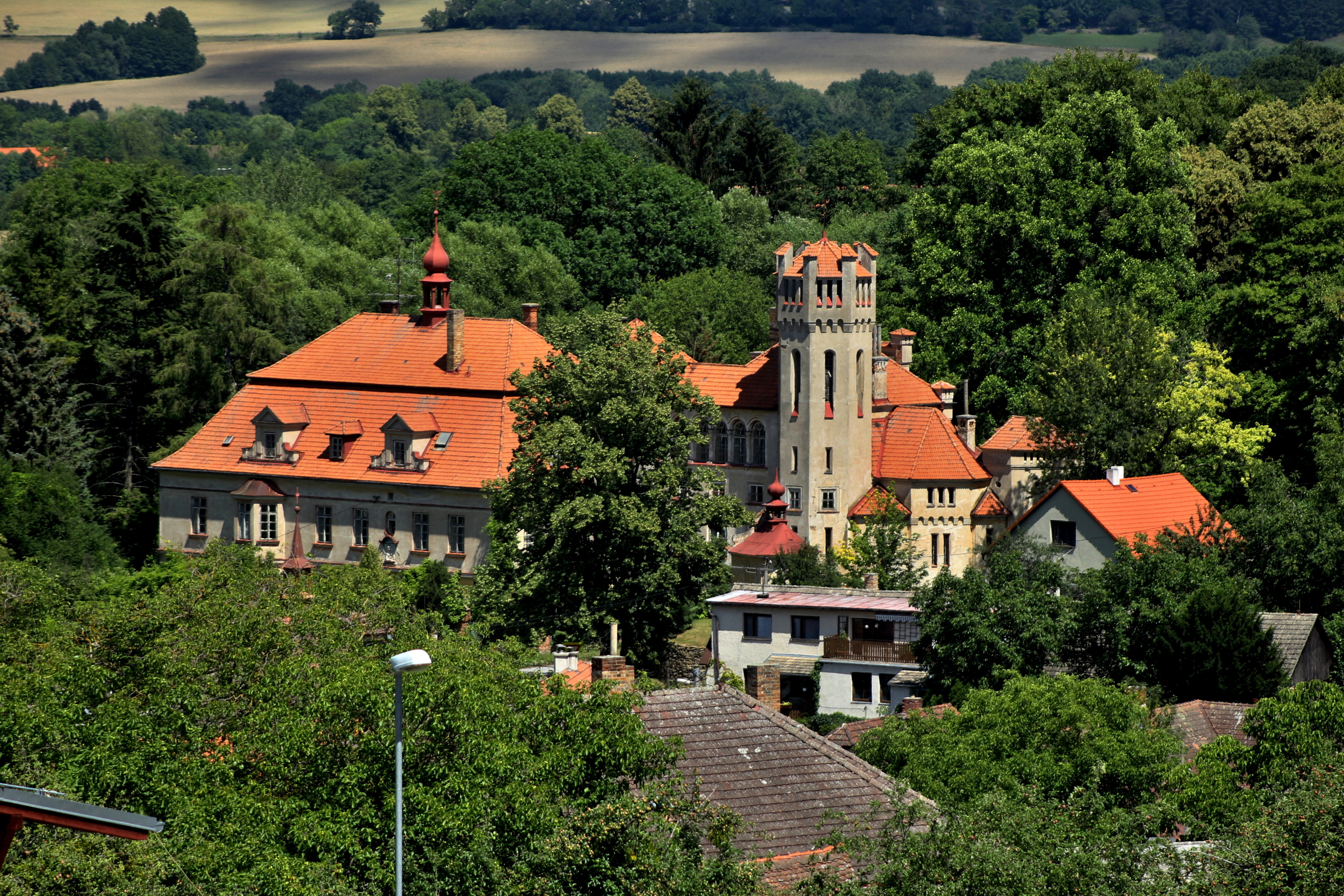
Pohled na zámek od Monince

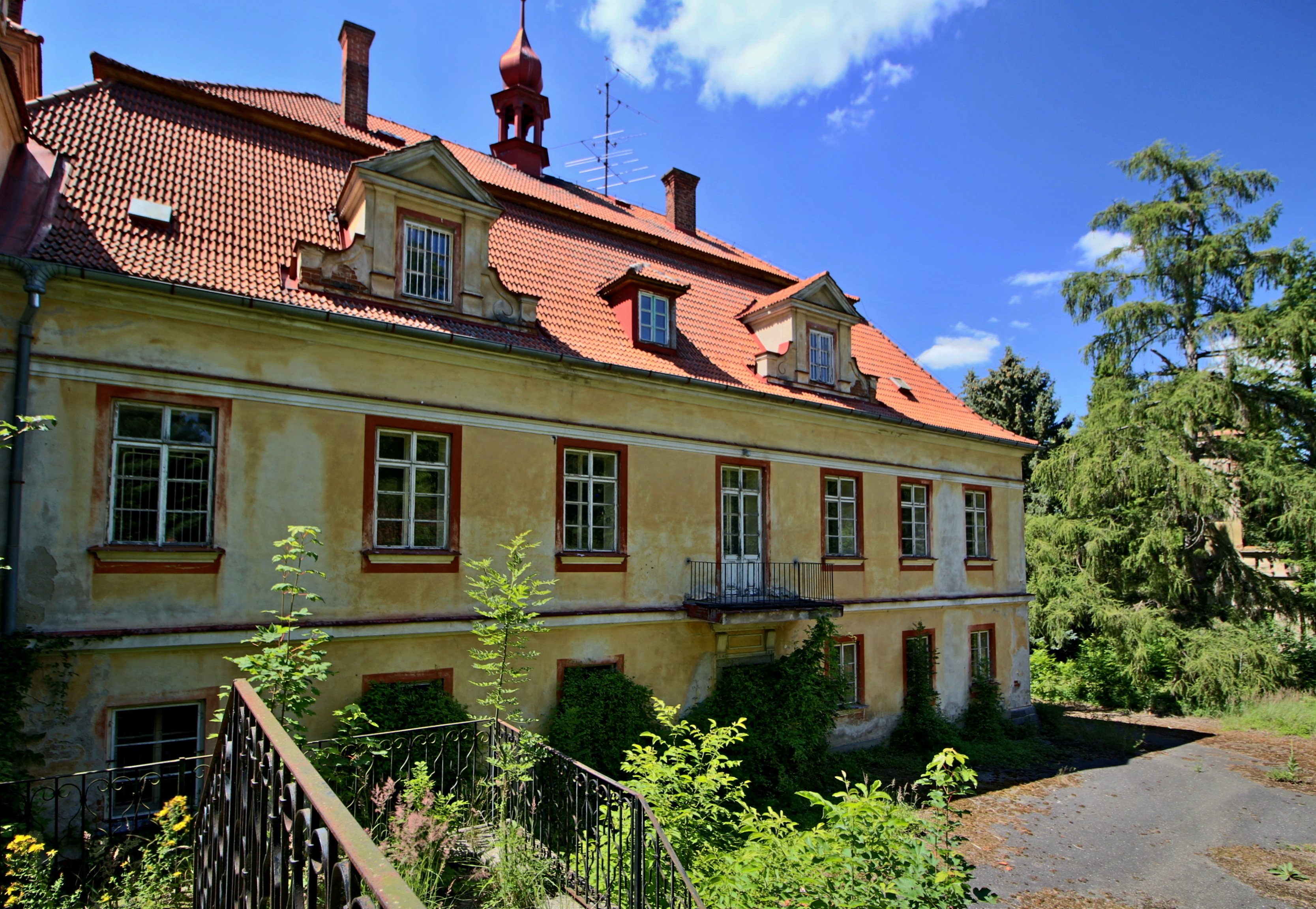
Barokní část zámku

Zatímco Vilém Jindřich Mitrovský, hejtman vltavského kraje, zámek zvětšil a panství rozšířil o sousední Vrchotice, jeho syn František Sezima ho tak zadlužil, že ho jeho dědicové museli dát do dražby. Kolem roku 1700 nicméně nechal nedaleko zámku při cestě do Vrchotic postavit kapli Bolestné matky Boží. Roku 1751 zámek získal Josef Václav hrabě z Oppersdorfu, syn hraběnky Marie Eleonory, vdovy po Sezimovi, která se podruhé vdala za Jana Václava z Oppersdorfu. V roce 1770 panství koupil Karel Ignác hrabě z Clary-Aldringenu, v letech 1784 až 1829 zámek vlastnili Lobkovicové.
Dalším vlastníkem zámku se stal děkan Právnické fakulty UK a hudební skladatel Jan Nepomuk Kaňka, který si jej spolu se statkem od Lobkoviců pronajal už v roce 1819. Kromě toho, že v Jetřichovicích nechal postavit školu, přistavěl v letech 1857–1859 ke starému zámku nový zámek v anglickém gotickém slohu s osmihrannou věží s cimbuřím. Jeho rozhodnutím také kolem zámku vznikl anglický park a došlo k přestavbě místní kaple v novorománském slohu. Po své smrti v roce 1865 zde byl Kaňka pochován.

### 20. století a současnost

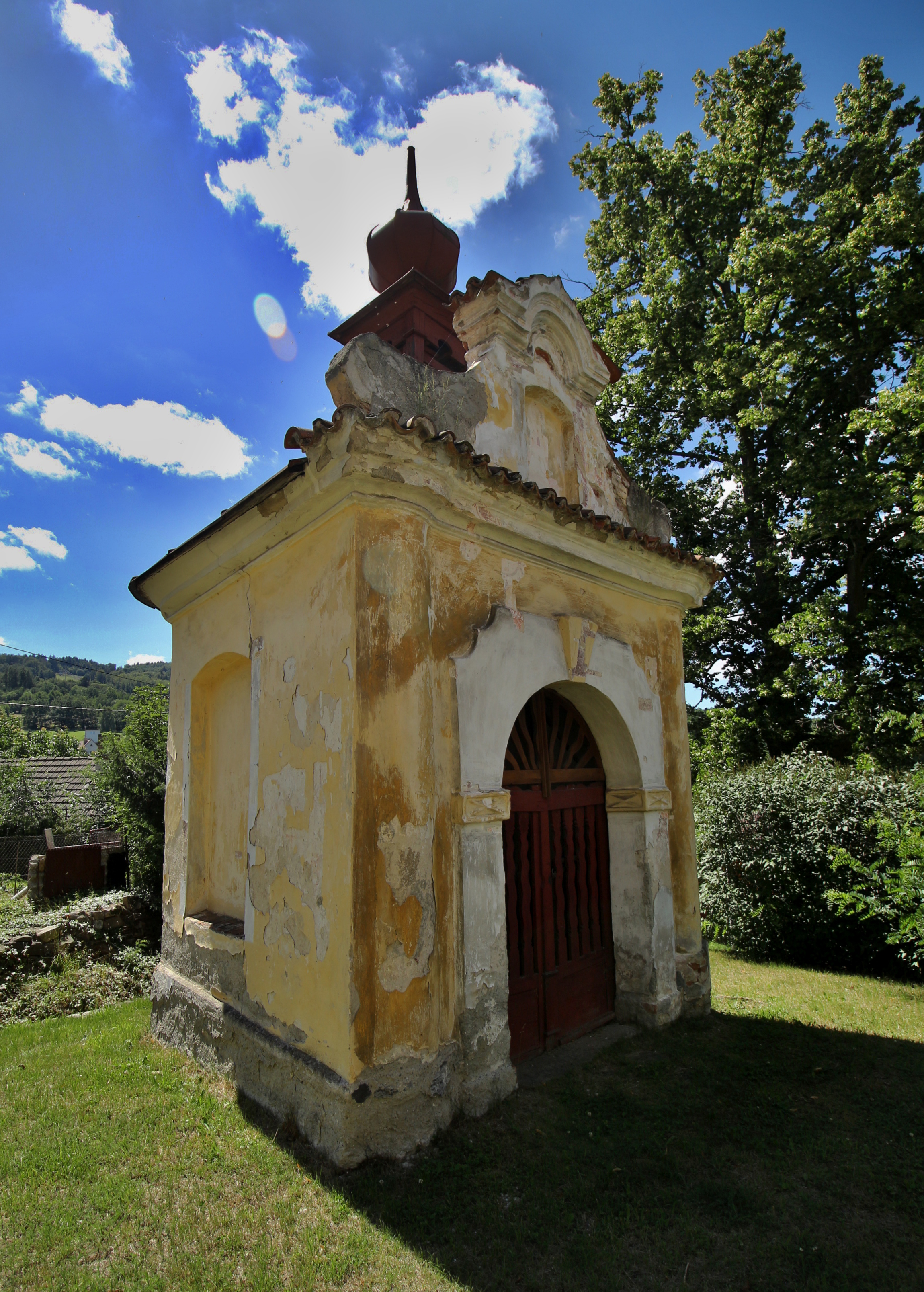
Kaple sv. Jana Nepomuckého u zámku

Vdova po něm postoupila zámek svému příbuznému generálu Neuwirthovi z Neuwirthů. Jeho potomci se o něj však nestarali, další majitelé se poté rychle střídali. V roce 1938 koupil chátrající zámek pražský architekt Václav Zákostelna, který ho opravil. V roce 1945 se stal majitelem zámku i velkostatku Karel Navrátil, kterému však byl o tři roky později majetek státem zkonfiskován. Zámek sloužil jako domov mládeže, od roku 1950 až 2006 byl zámek využíván jako zvláštní internátní škola.